# Hôtel des Pénitents d'Angers
L'hôtel des Pénitents d'Angers (ou hôtel des Pénitentes) est un édifice, qui servit par le passé de maison de correction, et situé à Angers, en France.

## Généralités
L'édifice est situé aux 21 et 23 boulevard Descazeaux à Angers, dans le département de Maine-et-Loire, en région pays de la Loire, en France.

## Historique

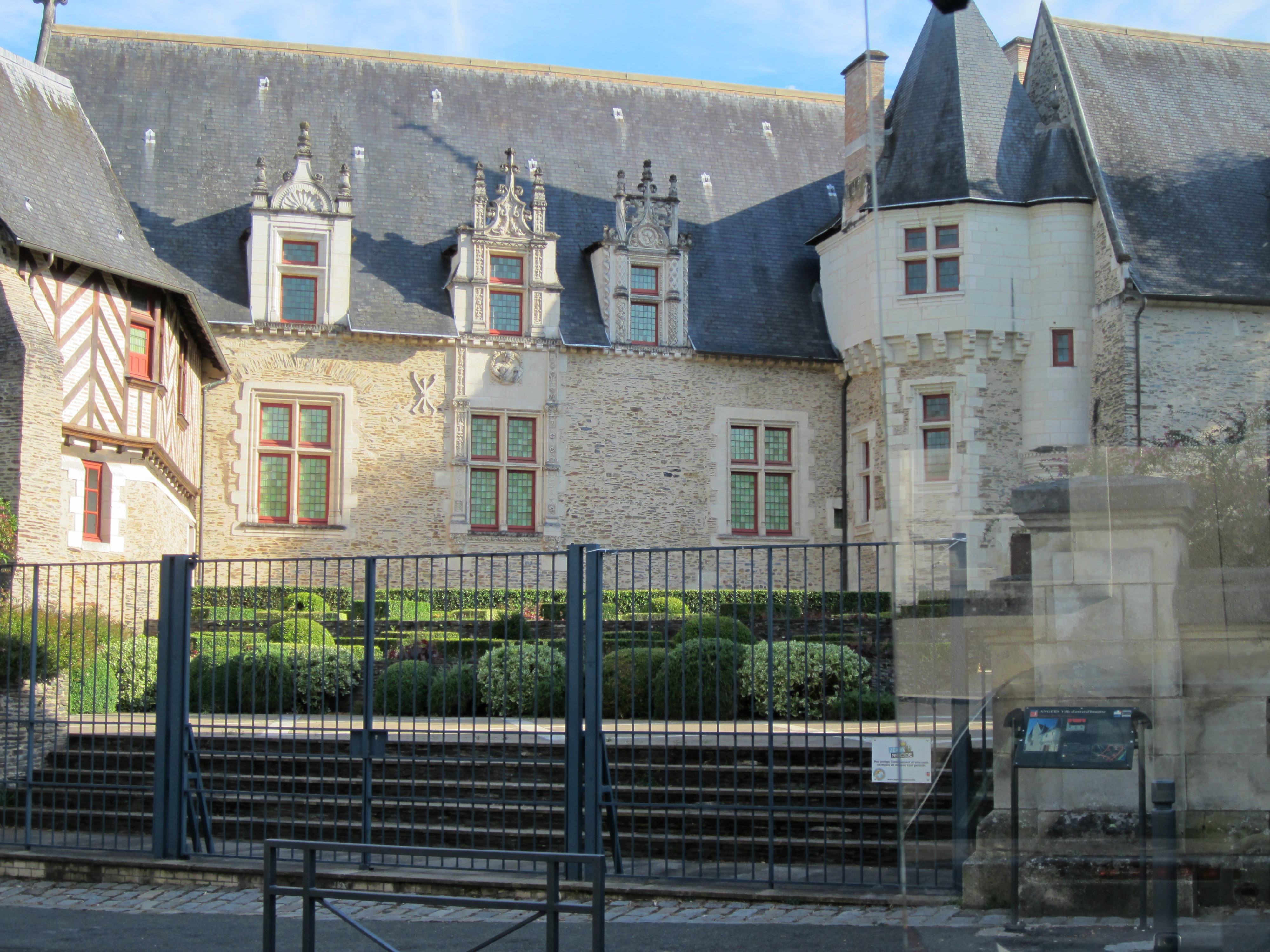
Hôtel des Pénitentes d'Angers

L'édifice est construit, sous le nom de « logis de la Voûte », vers la fin du XVe siècle et appartenait dès cette époque l'abbaye Saint-Nicolas d'Angers, qui s'en servait comme refuge intra-muros,. En 1640, un couvent de « repenties » ou « pénitentes » occupe les lieux, confirmé par lettres patentes en 1642 et 1646, pour permettre aux « femmes et filles de mauvaise vie » et repenties volontaires de se couper du monde. Des agrandissements de l'établissement interviennent au cours du XVIIe siècle par l'acquisition d'ensemble d'habitations adjacents.
À la révolution française, la communauté de pénitentes se disperse, mais les bâtiments servent de prison pour femmes. Par la suite, jusqu'au milieu du XIXe siècle, l'hôtel servira à la fois de prison pour femmes et d'hospice. Laissé vacant en 1864, les bâtiments auront plusieurs destinations successives : école élémentaire de dessin en 1883, justice de paix de la Doutre en 1886, musée d’architecture en 1922, le siège de la Société des architectes de l’Anjou en 1928 et annexe de l’école des beaux-arts jusqu'en 1982.
L'hôtel est classé au titre des monuments historiques par arrêté du 1er août 1902.

## Description
L'hôtel est construit dans un style renaissance ou gothique flamboyant pour les parties originelle du XVe siècle et dans un style classique pour les parties remaniées au XVIIe siècle. L'ensemble est constitué de trois corps de logis, et les deux principaux corps de logis sont desservis par une tour d'escalier à vis hors-œuvre et en pierre. Le gros-œuvre est en schiste et tuffeau et les toitures sont à longs pans et pignons découverts. Les fenêtres sont à pilastres ou à colonnettes ornées et le portail d'entrée est à encadrement de pointes de diamant encadrée de tourelles ou échauguettes,.
À l'intérieur, une cheminée Renaissance, est richement décorée.